# Asterropteryx
Asterropteryx es un género de peces de la familia de los Gobiidae en el orden de los Perciformes.

## Especies
- Asterropteryx atripes (Shibukawa & Suzuki, 2002)
- Asterropteryx bipunctata (Allen & Munday, 1995)
- Asterropteryx ensifera (Bleeker, 1874)
- Asterropteryx ovata (Shibukawa & Suzuki, 2007)
- Asterropteryx semipunctata (Rüppell, 1830)
- Asterropteryx senoui (Shibukawa & Suzuki, 2007)
- Asterropteryx spinosa (Goren, 1981)
- Asterropteryx striata (Allen & Munday, 1995